# Самашки
Самашки (чеч. СемаӀашка, походить від чеч. Саь-МаІашка — «до місця оленячих стоянок») — село в Ачхой-Мартанівському районі, розташоване на заході Чечні. З півночі до території села прилягають пагорби Сунженського хребта, з півдня — лісовий масив і річка Сунжа.

## Географія
Траса «Кавказ», що з'єднує міста Назрань, Грозний, Гудермес, проходить в 4 км на південь від Самашок. Від села до цієї траси йде хороша асфальтована дорога. Через Самашки проходить залізниця від Назрані до Грозного. У Самашках близько 2500 дворів (зазвичай двір складається з 2-3 житлових будинків). Частина села розташована за залізницею. До складу Самашок включене сел. Дружба, що складається з декількох двоповерхових багатоквартирних будинків. У селі стоять три окремих будівлі шкіл.

## Історія
Село засноване в 1851 році як станиця Самашкінська при формуванні Сунженської козацької лінії. Наказом № 01721 в 1920 році все козацьке населення станиці було виселено: чоловіки у віці від 18 до 50 років відправлені до концентраційних таборів за межі Кавказу, все інше населення виселено за Терек. Станицю передано чеченцям.
У період Першої чеченської війни 7 — 8 квітня 1995 р в селі, за твердженням деяких російських і міжнародних правозахисних організацій, було масове вбивство мирних громадян федеральними військами (див . Операція МВС РФ у селі Самашки).
«Зачистка» Самашок супроводжувалася вбивствами мирних жителів, знущаннями над затриманими, грабежами і підпалами будинків. Саме в ході «зачистки» загинуло найбільше жителів села і було зруйновано більшість будинків. Багато жителів села вважають, що військовослужбовці в ряді випадків скоювали злочини, перебуваючи під наркотичним сп'янінням. Як доказ вони показували журналістам, депутатам і членам правозахисних організацій, які відвідували Самашки, одноразові шприци, що у великій кількості лежали на вулицях села після відходу з нього федеральних сил. В результаті проведення операції в Самашках 7-8 квітня серед жителів села була велика кількість убитих. На момент написання доповіді його авторам було достовірно відомо про загибель 103 жителів села, однак, мабуть, цей список не вичерпний. Переважна більшість загиблих, які були в цьому списку, не брали участі в збройних зіткненнях, а були мирними жителями села. Саме мирні жителі села були об'єктом нападу в ході «зачистки» з боку військовослужбовців ВВ і співробітників МВС РФ.
Причини загибелі мирних жителів: артилерійський або мінометний обстріл села; обстріл вулиць з бронетранспортерів; обстріл снайперами вулиць і дворів; розстріли в будинках і в дворах; вибухи гранат, кинутих в підвали, двори і приміщення з людьми; підпали будинків; вбивства в ході конвоювання затриманих для «фільтрації». [Архівовано 1 травня 2011 у Wayback Machine.]
14 березня 1996 року федеральні війська блокували село Самашки, де розташовувався загін армії ЧРІ під командуванням Хізіра Хачукаєва. 15 березня російські окупаційні війська почали штурм села. У 20-х числах березня бійці армії ЧРІ покинули Самашки. Цим подіям присвячена пісня «Самашки» (альбом «Чечня в огні») відомого чеченського барда Тимура Муцураєва.
У серпні 2003 року близько 500 жителів села перекрили федеральну трасу «Кавказ», вимагаючи звільнити викрадену 16-річну дівчину, мешканку села Ельзу Кацаєву.
15 серпня 2003 року окупаційна комендатура, яка перебувала в селі, була піддана нападу з боку повстанців. В результаті масованого обстрілу будівлі з автоматичної зброї і гранатометів 2 окупанта загинули і близько 10 отримали поранення.

## Населення
Абсолютна більшість проживають в селі складають чеченці — 99 %, однак є і невелика кількість росіян, здебільшого похилого віку.
| 1979    | 1990    | 2002    | 2010    | 2012    | 2013    | 2014    |
| ------- | ------- | ------- | ------- | ------- | ------- | ------- |
| 9185    | ↗9945   | ↗10 824 | ↗11 275 | ↗11 524 | ↗11 743 | ↗11 898 |
| 2015    | 2016    | 2017    | 2018    | 2019    |         |         |
| ↗12 070 | ↗12 199 | ↗12 275 | ↗12 408 | ↗12 597 |         |         |

## Відомі уродженці
- Дадаєв, Усман Османович (1968) — канатоходець, Народний артист Чеченської Республіки, Заслужений артист Республіки Інгушетія;
- Хажмухамбетова, Шумісат Жалаудіновна (1968) — самбістка і дзюдоїстка, чемпіон СРСР, срібний призер Спартакіади народів СРСР, майстер спорту СРСР з самбо і дзюдою
- Байсангуров, Хусейн Увайсовіч (1994) — боксер, призер чемпіонату Росії.